# Trichonephila clavipes
Trichonephila clavipes (anteriormente chamada Nephila clavipes), conhecido pelo nome comum de Aranha-de-teia-amarela é uma espécie comum de aranha. Vive nas regiões mais quentes das Américas, podendo ser encontrada da Argentina aos Estados Unidos, o que inclui também o Brasil. Suas grandes dimensões, seu formato exótico e sua bela coloração a tornam distinta entre as demais aranhas. Como é comum nas espécies dos gêneros Trichonephila e Nephila, a fêmea é muitas vezes maior do que o macho.

## Hábitos
As fêmeas destas aranhas constroem teias enormes, muito bem elaboradas e simétricas, às vezes chegando a 1 metro de diâmetro. Elas as elaboram estrategicamente entre os galhos das árvores, numa altura em que costumam voar insetos, como borboletas, mariposas, gafanhotos, de que essas aranhas se alimentam.
A seda pegajosa de sua teia é conhecida por sua grande resistência. Tamanha resistência faz com que até mesmo pequenos pássaros, em pleno voo, sejam capturados pela teia.
No Brasil, estas aranhas são encontradas por toda a Mata Atlântica. Por serem animais peçonhentos, naturalmente, podem picar humanos. Entretanto, não são agressivas, dificilmente abandonam suas teias e a ação de seu veneno não tem importância médica, causando no ser humano apenas vermelhidão e leve dor no local da picada, exceto nos casos em que a vítima é alérgica a este tipo de picada, em que se deve procurar atendimento médico.

## Reprodução
Durante a época de reprodução, os machos adultos procuram fêmeas e se reúnem em suas teias. Os machos competem pela posição mais próxima à fêmea, com o maior macho assumindo o status do marido. Os machos menores movem-se sobre a periferia da teia. Os machos ganham a vantagem de acasalamento quase exclusivo, e uma vantagem potencial de se alimentar de presas capturadas pela fêmea. Os machos periféricos buscam várias alternativas, mas raramente se acasalam. As fêmeas ocasionalmente alimentam-se dos machos.

## Etimologia
Do latim clava: cajado, bastão ou chave e Pees: relativo ou pertencente a pés.
A espécie foi batizada por Linnaeus quando este a descreveu em 1767, provavelmente em referência ao aspecto de suas pernas.